# 糞臭素
糞臭素（英語：Skatole）為一種具有中等毒性的白色結晶有機化合物，是吲哚的一種衍生物，即3-甲基吲哚，化學式 C9H9N。在自然界中，存在於哺乳動物的糞便（為色氨酸在消化系統中的產物）、甜菜與煤焦油中，具有強烈的糞便氣味。在低濃度下，糞臭素具有花香味，並存在於許多花朵與精油中，如橙花、茉莉與滇刺枣，因此被用於香水中的香精、定香劑以及食物香料等。其名稱來自於希臘文的skato-，意指「動物的糞便」。
實驗顯示，糞臭素會造成山羊、綿羊、大鼠與某些品種小鼠的肺水腫。其似乎會選擇性攻擊Clara細胞，亦即肺中細胞色素P450酵素主要的集中處。這些酵素會將糞臭素轉換為反應性中間體3-亞甲基假吲哚，此產物與蛋白質形成加合物而傷害細胞。
糞臭素通常是白色結晶或細粉狀固體，但久置後會轉為棕色。可溶解於醇與苯中，在亚鐵氰化鉀與硫酸的溶液中呈紫色。糞臭素具有雙環結構，其中一個環是吡咯，並具有芳香性，因為分子結構連續（所有環中的原子為sp2雜化）、平面並遵守4n+2規則（含10個π電子）。可由赫爾曼·埃米爾·費歇爾所發展的費歇爾吲哚合成來製造。
其為吸引許多種類雄性蘭花蜂的物質之一，這些蜂類蒐集此化合物以合成費洛蒙；因此時常被用於吸引並捕捉這種蜂類作研究的誘餌。
在一份1994年五家香菸大廠的報告中，糞臭素被列為599種香菸添加物之一，作為香料使用。

## 外部連結
- 那是什麼味道？（英文） （页面存档备份，存于）